# Franz Froschmaier
Franz Froschmaier (* 29. Juli 1930 in Bamberg; † 8. Januar 2013 in Brüssel) war ein deutscher Politiker (SPD). Er arbeitete für die Europäische Wirtschaftsgemeinschaft und war von 1988 bis 1992 Wirtschaftsminister des Landes Schleswig-Holstein.

## Leben und Beruf
Nach dem Abitur absolvierte Froschmaier ein 1949 begonnenes Studium der Rechtswissenschaft an der Ludwig-Maximilians-Universität München, welches er 1952 mit dem ersten und 1956 mit dem zweiten juristischen Staatsexamen beendete. Anschließend war er als Rechtsanwalt in München tätig. Von 1954 bis 1958 war er wissenschaftlicher Assistent in München. Danach ging er verschiedenen Tätigkeiten nach. 1958 erfolgte seine Promotion zum Dr. jur. an der Universität zu Köln. Im selben Jahr trat er als Beamter in den Dienst der Europäischen Wirtschaftsgemeinschaft ein. Von 1966 bis 1967 war er stellvertretender Leiter des Informationsbüros der Europäischen Gemeinschaften in Washington, D.C. Ab 1967 war er Berater im Kabinett von Hans von der Groeben.  Von 1970 bis 1973 war er zunächst stellvertretender Kabinettschef und von 1973 bis 1981 schließlich Kabinettschef des Vizepräsidenten der EG-Kommission, Wilhelm Haferkamp. Von 1981 bis 1987 war Froschmaier in Brüssel Generaldirektor der Kommission der Europäischen Gemeinschaften für Information.
Von 1995 bis 2004 leitete Froschmaier das Hanse-Office, das gemeinsame Büro zur Vertretung der Interessen der Freien und Hansestadt Hamburg und des Landes Schleswig-Holstein in Brüssel.
Franz Froschmaier war verheiratet und hatte zwei Kinder.

## Öffentliche Ämter
Am 31. Mai 1988 wurde Froschmaier als Minister für Wirtschaft, Technik und Verkehr in die von Ministerpräsident Björn Engholm geleitete Landesregierung des Landes Schleswig-Holstein berufen. Nach der Landtagswahl 1992 schied Froschmaier am 5. Mai 1992 aus der Regierung aus.

## Auszeichnungen
- 2004: Bundesverdienstkreuz (I. Klasse)